# Bralen Trice
Bralen Trice (Phoenix, 26 febbraio 2001) è un giocatore di football americano statunitense che milita nel ruolo di linebacker per gli Atlanta Falcons della National Football League (NFL).

## Carriera universitaria
Trice passò come redshirt il suo primo anno a Washington nel 2019, potendo cioè allenarsi con la squadra ma non scendere in campo, mentre nel 2020 optò per non giocare a causa della pandemia di  COVID-19. Nel 2021 disputò tutte le 12 partite, di cui 2 come titolare, con 14 tackle, 2 sack e un touchdown su ritorno di fumble. Nel 2022 fu inserito nella formazione ideale della Pacific-12 Conference e premiato come miglior giocatore dell’Alamo Bowl. Nel 2023 fu nuovamente inserito nella formazione ideale della sua conference, con gli Huskies che arrivarono sino alla finale nazionale, persa contro Michigan.

## Carriera professionistica

### Atlanta Falcons
Trice fu scelto nel corso del terzo giro (74º assoluto) del Draft NFL 2024 dagli Atlanta Falcons. Nella prima gara di pre-stagione si ruppe il legamento crociato anteriore, venendo inserito in lista infortunati e perdendo tutta la sua prima annata.